# Aeroportul municipal Port Harcourt
Aeroportul municipal Port Harcourt (IATA: PHG) este un aeroport din Statul Rivers, Nigeria ce deservește zona Port Harcourt NAF Base⁠(d).
Situat la o altitudine de 19 m, aeroportul dispune de o singură pistă.